# Петер Фридрих Вильгельм Ольденбургский
Петер Фридрих Вильгельм Ольденбургский (нем. Peter Friedrich Wilhelm von Oldenburg; 3 января 1754, Ойтин — 2 июля 1823, Плён) — формально второй герцог Ольденбургский из дома Гольштейн-Готторпов. Вследствие душевной болезни в течение всего времени правления находился под опекой кузена Петра I Ольденбургского.

## Биография
Петер Фридрих Вильгельм Ольденбургский — единственный сын Фридриха Августа, князя-епископа Любекского и первого герцога Ольденбургского и его супруги Ульрики Фридерики Вильгельмины Гессен-Кассельской. В 1769—1770 годах Пётр учился в Кильском университете, затем в течение года совершил гран-тур. В сопровождении Иоганна Готфрида Гердера Петер побывал в Дармштадте и у Гёте в Страсбурге, затем уже самостоятельно ездил в Париж, Брюссель и Лондон.
Петер Фридрих Вильгельм страдал от душевной болезни, симптомы которой дали о себе знать ещё в юные годы. Нездоровье не позволило реализовать планы помолвки с принцессой Шарлоттой Гессен-Дармштадтской. 14 февраля 1777 года Петер был вынужден отказаться от наследных прав правителя Любека и Ольденбурга. Регентом при Петере был назначен его кузен. Петер Фридрих Вильгельм проживал в Касседорфе, затем получил в пользование от короля Дании Кристиана VII замок в Плёне. Похоронен в новом мавзолее князей-епископов в Любекском соборе.